# Arp 3
Arp 3 ist eine Spiralgalaxie vom Hubble-Typ SAm im Sternbild Aquarius. Sie ist etwa 82 Millionen Lichtjahre von der Milchstraße entfernt.
Halton Arp gliederte seinen Katalog ungewöhnlicher Galaxien nach rein morphologischen Kriterien in Gruppen. Diese Galaxie gehört zu der Klasse Spiralgalaxien mit geringer Flächenhelligkeit.

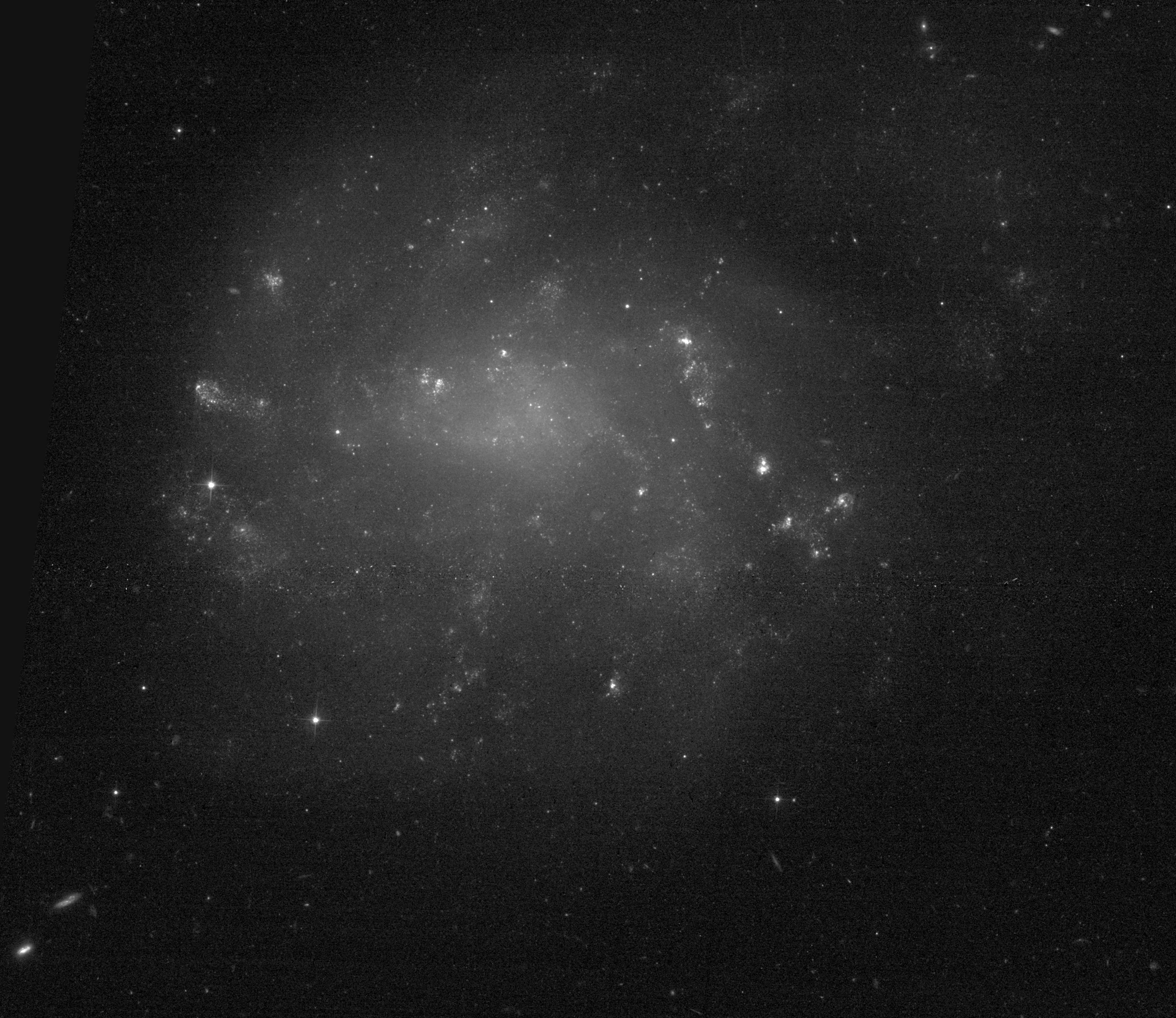
Aufnahme mithilfe des Hubble-Weltraumteleskops